# Mutație neutră
Mutația neutră reprezintă acea modificare a codului genetic ce nu avantajează ori dezavantajează individul.